# بخش سن لورنزو (چاکو)
بخش سن لورنزو (به اسپانیایی: Departamento San Lorenzo) یک منطقهٔ مسکونی در آرژانتین است که در استان چاکو واقع شده‌است. بخش سن لورنزو ۲٬۱۳۵ کیلومتر مربع مساحت و ۱۴٬۲۵۲ نفر جمعیت دارد.